# 大野舞
大野 舞（おおの まい、1995年8月25日 - ）は、愛知県出身の女性シンガーソングライター、グラビアモデル。

## 略歴
愛知県出身。名古屋スクールオブミュージック＆ダンス専門学校・ソロヴォーカルコース卒業。
新人アーティストが多数参加したコンピレーション・アルバム『FIRST STEP 2017』において、そのシンガーソングライターとしてのセンスが注目を集め、2017年夏の甲子園・千葉大会の番組テーマ曲歌唱権を懸けた同アルバムの人気投票において第1位を獲得。2017年夏の甲子園・千葉大会の番組テーマ曲『Never end』でデビュー。
このコンテストでの結果に縁を感じ、この年より拠点を千葉に移し、「千葉から世界へ」をモットーに活動開始。
2018年の甲子園大会千葉予選を扱った番組でも、楽曲『夢標』が採用。球場から観た景色を織り込むなど、球児の背中を押す楽曲をイメージしたという。
歌手専念時代より「ピュアでニュートラルな内面と可憐な外見」と言及されており、2023年からはグラビアモデル活動を開始。同年6月発売のデジタル写真集『月刊大野舞×魚住誠一』で水着姿を披露した。

## 人物
趣味は釣り、神社巡り、漫画、美容。
特技は書道（師範）、日本酒テイスティング。

## ディスコグラフィー

### シングル
- Never end（2017年7月5日発売　UMCT-0272　ユニオンミュージックジャパン）

1. Never end（MV）
2. ユメオモイ[6]

### コンピレーションアルバム
- FIRST STEP 2017（2017年1月13日、ユニオンミュージックジャパン）
  - Two of us、おぼろ月夜に...収録。
- 青春百年（2018年6月20日発売　UMCT-0319　ユニオンミュージックジャパン）
  - Never end、夢標（MV）収録

## 出版

### デジタル写真集
- 月刊大野舞×魚住誠一 初水着1（2023-06-01、デジタルファクトリー）
- 月刊大野舞×魚住誠一 初水着2（2023-06-14、デジタルファクトリー）
- 月刊大野舞×魚住誠一 初水着3（2023-06-21、デジタルファクトリー）

## 出演

### ライブ
- 2017年6月4日 【LIVE】「SAKAE SP-RING 2017」出演
- 2017年6月18日 【LIVE】「東海DERAハイスクール」出演
- 2017年7月2・8・15・22日 【LIVE】「『Never end』発売記念ミニライブ＆特典会」出演
- 2017年7月18日 【LIVE】「ハピコレ!!vol.97～井上紗希バースデー」出演
- 2017年7月21・28・8月19・25日 【LIVE】「JACK＆BEER GARDEN」出演
- 2017年7月23日 【LIVE】「スマイルfestivalちば2017」出演
- 2017年7月24日 【LIVE】「SHIBUYA DESEO PRESENTS『Follow Back』」出演
- 2017年8月2日 【LIVE】「Heart Beats!!」出演
- 2017年8月9日 【LIVE】「Aug Song Book」出演
- 2017年8月18日 【LIVE】「UNION STAR'S 2017」出演
- 2017年9月11日 【LIVE】「可菜 vs SINA＆CH@RM vs 花木みなと（Sister's Closet） vs 大野舞」出演
- 2017年9月18日 【LIVE】「じょしかい」出演
- 2017年9月25日 【LIVE】「SHIBUYA DESEO PRESENTS『Follow Back』」出演
- 2017年9月30日【LIVE】「Unite,Your Night」出演
- 2017年10月5日【LIVE】「illmatic night」出演
- 2017年10月6日【LIVE】「FALL in Love」出演
- 2017年10月14日【LIVE】「Sweet Seasons vol.15」出演
- 2017年10月18日【LIVE】「花木みなと vs 大野舞 vs …」出演
- 2017年10月20日【LIVE】「神在月の宴」出演
- 2017年11月2日【LIVE】「Pink lamonade」出演
- 2017年11月8日【LIVE】「switch presents「Wednesday Moon」」出演
- 2017年11月12日【LIVE】「大野 舞ミニライブ」出演
- 2017年11月16日【LIVE】「Songbirds」出演
- 2017年11月20日【LIVE】「雪待月の歌」出演
- 2017年11月28日【LIVE】「MESELLBA STAGE Vol.183」出演
- 2017年11月30日【LIVE】「kurumi rutile vs 大野舞 vs …」出演
- 2017年12月6日【LIVE】「Songbirds」出演
- 2017年12月11日【LIVE】「Free as a bird!」出演
- 2017年12月15日【LIVE】「Sweet Seasons vol.20」出演
- 2017年12月25日【LIVE】「MESELLBA STAGE Vol.187」出演
- 2017年12月27日【LIVE】「COLORS」出演
- 2018年1月10日【LIVE】「Step By Step!!!」出演
- 2018年1月17日【LIVE】「大野舞 vs ヒサ絵 vs marina vs 林ももこ vs …」出演
- 2018年1月25日【LIVE】「MESELLBA STAGE Vol.190」出演
- 2018年1月26日【LIVE】「Sweet Seasons vol.22」出演
- 2018年2月6日【LIVE】「Free as a bird!」出演
- 2018年2月12日【LIVE】「Cinderela Song」出演
- 2018年2月15日【LIVE】「MESELLBA STAGE Vol.192」出演
- 2018年2月23日【LIVE】「如月の夜空は何処までも高く」出演
- 2018年2月24日【LIVE】「Surf’s Up vol.11」出演
- 2018年2月26日【LIVE】「MARIN vs marina vs 大野舞 vs 他」出演
- 2018年3月24日【LIVE】「Jam」出演
- 2018年3月26日【LIVE】「MESELLBA STAGE Vol.195」出演
- 2018年3月28日【LIVE】「ココロの琴線」出演
- 2018年4月8日【LIVE】「Windy Day」出演
- 2018年4月13日【LIVE】「卯月の散歩道」出演
- 2018年4月18日【LIVE】「ハピコレ!!vol.155」出演
- 2018年4月19日【LIVE】「MESELLBA STAGE Vol.197」出演
- 2018年4月22日【LIVE】「アリオ市原 MINI LIVE!」出演
- 2018年4月24日【LIVE】「花房真優 vs 大野舞 vs 花木みなと」出演
- 2018年4月27日【LIVE】「shibu-LOW presents 『Sweet Seasons vol.28』」出演
- 2018年4月29日【LIVE】「まちかどライブ」出演
- 2018年5月4日【LIVE】「さまらん☆ステージ春！」出演
- 2018年5月10日【LIVE】「若葉が揺れる頃」出演
- 2018年5月12日【LIVE】「東海ラジオ ミッドナイトスペシャル 栄ミナ音楽祭18 公開録音「金シャチ劇場」スペシャル」出演
- 2018年5月13日【LIVE】「栄ミナミ音楽祭」出演
- 2018年5月17日【LIVE】「MESELLBA STAGE Vol.200」出演
- 2018年5月18日【LIVE】「大野舞 vs 浅羽由紀 vs 森島美玖 vs idea」出演
- 2018年5月25日【LIVE】「shibu-LOW presents 『Sweet Seasons vol.30』」出演
- 2018年5月27日【LIVE】「静岡東急スクエア Free LIVE」出演
- 2018年6月3日【LIVE】「SAKAE SP-RING 2018」出演
- 2018年6月12日【LIVE】「水無月の散歩道」出演
- 2018年6月14日【LIVE】「Shimmer Song」出演
- 2018年6月15日【LIVE】「MESELLVIBES Vol.4」出演
- 2018年6月20日【LIVE】「大野 舞 vs 璃宮 vs …」出演
- 2018年6月21日【LIVE】「MESELLBA STAGE Vol.203」出演
- 2018年6月26日【LIVE】「ハピコレ!!vol.167」出演
- 2018年6月28日【LIVE】「shibu-LOW presents『Sweet Seasons vol.34』」出演
- 2018年7月3日【LIVE】「Laguna 10th Anniversary〜Swim!!!〜」出演
- 2018年7月4日【LIVE】「大野舞 vs ORANCHE vs 植島さき vs …」出演
- 2018年7月5日【LIVE】「UMJ ASUNAL Free LIVE」出演
- 2018年7月18日【LIVE】「Sweet Seasons vol.37」出演
- 2018年7月19日【LIVE】「MESELLBA STAGE Vol.205」出演
- 2018年7月21日【LIVE】「スペシャルハニーボーンナイト」出演
- 2018年7月22日【LIVE】「スマイルfestivalちば2018」出演
- 2018年7月23日【LIVE】「青い鳥が鳴く方へ」出演

### テレビ
- シャキット!（2017年7月11日、2018年7月11日、千葉テレビ）
- 高校野球全力応援TV『ガチファン』（2018年7月12日、千葉テレビ）
- 高校野球ダイジェスト（2018年7月17日、千葉テレビ）

### ラジオ
- ミッドナイトスペシャル～金シャチ劇場～（2017年7月21日、東海ラジオ）
- GROOVER’S DIVE（2017年7月27日、ZIP-FM）
- 上からも下からもねね!（2017年8月5日、東海ラジオ）
- 藤タカシのノッてるかい！ジリジリしようぜ!（2017年8月24日、渋谷クロスFM）
- PEEPS!（2018年6月15日、ZIP-FM）

### イベント
- コンピレーションアルバム「青春百年」発売記念イベント（2018年6月23・24日・7月8・15日）
- 近代麻雀水着祭（2023年9月予定、埼玉・しらこばと水上公園）[7]